# Wonderful Wonderful
Wonderful Wonderful (en español «Maravilloso, maravilloso») es el quinto álbum de estudio de la banda de rock estadounidense The Killers. Fue lanzado el 22 de septiembre de 2017 a través de la discográfica Island Records. Es el primer álbum de estudio de la banda después de cinco años (el último había sido Battle Born lanzando en 2012) y su quinto álbum consecutivo en llegar al Nro. 1 en los UK Albums Chart. Además, es el primer álbum de la banda en llegar al Nro. 1 en la lista Billboard 200, vendiendo 118 000 copias en su primera semana.

## Antecedentes
En mayo de 2015, Brandon Flowers señaló que junto al guitarrista Dave Keuning estaban intercambiando ideas para un quinto álbum de estudio de The Killers. Finalmente, los cuatro miembros se reunieron en octubre de 2015, un par de meses después de lo que habían convenido en un principio. La banda comenzó a trabajar en el álbum en su propio estudio, Battle Born Studios, y además arrendaron casas en el parque nacional de Árboles de Josué en California y en San Diego para las sesiones de grabación. Por un breve tiempo, grabaron junto a Ryan Tedder y otros productores de Los Ángeles, para finalmente terminar trabajando junto a Jacknife Lee, quien fue recomendado por el vocalista de U2, Bono. Lee trabajó con la banda entre septiembre de 2016 y mayo de 2017 en su casa estudio ubicada en Topanga, California y en los estudios ubicados en el parque nacional de Árboles de Josué. Lee produjo todas las canciones del álbum junto a The Killers y además contó con la producción adicional de Erol Alkan en la canción «The Man» y de Stuart Price en la canción «Out of My Mind».
En mayo de 2016 se anunció que el bajista Mark Stoermer no participaría de los conciertos futuros la banda, sin embargo, continuó trabajando en la producción del álbum, creando varias de las canciones junto a Flowers; este último señaló: «dejó los conciertos con nosotros y terminó siendo una bendición para la banda. Tiene muchas más ganas en el estudio, siente que se sacó un peso de encima; realmente ha contribuido mucho en las grabaciones».
Después de celebrar el décimo aniversario de su segundo álbum, Sam's Town, en septiembre de 2016 a través de unos conciertos conmemorativos, Flowers se dio cuenta de que quería hacer un álbum actual y no simplemente lanzar un conjunto de canciones; señaló que Wonderful Wonderful es lo más cercano que han hecho al álbum lanzado en 2006. Según él, la idea del nombre del álbum, Wonderful Wonderful (en español: Maravilloso, maravilloso), vino cuando se encontraba en el desierto y vio como una tormenta se acercaba: «Pensé "que maravilloso, maravilloso" y pude usarlo en una canción que escribí con Mark, nuestro bajista, y terminó siendo una parte importante del álbum».

## Música y composición
Líricamente, el álbum trata sobre lo que significa ser un hombre, tal y como Brandon Flowers señaló en una entrevista hecha por Entertainment Weekly: «en tu cabeza es sobre ser rudo y traer comida a la mesa, pero lo que llegué a darme cuenta es que realmente es sobre empatía y compasión». Además explicó que la canción «Tyson vs Douglas» está inspirada en la pelea de boxeo que tuvo lugar en 1990 entre Mike Tyson y Buster Douglas, en donde la canción explora que se siente ver caer a un héroe. Flowers también señaló a NME que las letras del álbum son las más personales y sinceras que cualquier otro: «me estoy mirando al espejo en este disco y concentrándome en mis propias experiencias personales en vez de imaginar un montón de experiencias y quizás usarlas en algunas canciones. Soy más directo en esto y estoy cantando sobre mi vida y sobre mi familia, y eso ha sido algo diferente para mí». La canción «Rut» está inspirada en la lucha de Tana Flowers, esposa de Brandon Flowers, contra el trastorno por estrés postraumático que padece; él señaló: «por lo general me siento protector con ella, pero decidí enfrentarlo, así que "Rut" trata sobre que ella lo acepte. Esto no significa que se va a dar por vencida, sino que finalmente reconocer que el trastorno existe y comprometerse a enfrentar el problema». Flowers también añadió que escribir sobre la batalla de su esposa lo ayudó a entender mejor por lo que estaba pasando. Por su parte, «Have All the Songs Been Written?» (en español «¿Todas las canciones han sido escritas?») originalmente fue el asunto de un correo electrónico enviado por Brandon Flowers a Bono en medio de un bloqueo de escritura que el primero tenía; finalmente, este último sugirió que sería un excelente título para una canción.
A nivel musical, «The Man» está inspirada en el disco Spirit of the Boogie de Kool & the Gang; para la canción, Ronnie Vannucci Jr. basa su percusión en el tema «Peek-a-Boo» de Siouxsie And The Banshees. Además, al inicio de la canción «The Calling», destaca una lectura de un verso de la Biblia realizada por el actor Woody Harrelson.
Asimismo, The Killers invitaron a Mark Knopfler de la banda Dire Straits para que tocara la guitarra en la canción «Have All the Songs Been Written?». Por su parte, el músico australiano Alex Cameron contribuyó en la composición lírica de algunas canciones, incluyendo «Run For Cover», la cual originalmente fue escrita para el tercer álbum de estudio de la banda, Day & Age (2008).

## Promoción

### Sencillos
Desde el 6 de mayo de 2017, la banda comenzó a tuitear una serie de videos cortos y fotografías para promocionar el sencillo principal del álbum. Entre los tuits había una fotografía de Brandon Flowers vistiendo una chaqueta de color plata con letras color oro que decían «The Man» («El hombre»), el cual resultó ser el título de la canción. Finalmente, el primer sencillo del álbum fue lanzado el 14 de junio de 2017 y su debut fue en el programa de Annie Mac de BBC Radio 1. El video musical de «The Man» fue lanzado el 28 de junio de 2017 y cuenta con un cameo del exalcalde de Las Vegas y el Primer Caballero de Las Vegas de aquel entonces, Oscar Goodman. «The Man» alcanzó el Nro. 1 en la lista Billboard Adult Alternative Songs y el Nro. 2 en la lista de canciones alternativas.
El 28 de julio de 2017, la banda lanzó la canción «Run for Cover» como primer sencillo promocional del álbum, el cual estuvo disponible como descarga digital con las preventas del álbum. El 22 de agosto del mismo año, se estrenó el video musical de la canción. Posteriormente, el 8 de septiembre de 2017, la canción fue lanzada en las radios del Reino Unido y el 14 de noviembre de 2017 en las de Estados Unidos, convirtiéndose en el segundo sencillo del álbum.
The Killers interpretaron en vivo las canciones «The Man» y «Run for Cover» en el programa estadounidense Jimmy Kimmel Live! el 31 de julio de 2017. Además, la banda interpretó «The Man» en el programa The Late Show with Stephen Colbert el 21 de septiembre, en los MTV Europe Music Awards 2017 el 12 de noviembre y en Sounds Like Friday Night de BBC One el 24 de noviembre. Además, el 30 de septiembre de 2017, la bando tocó varias canciones del álbum en el AFL Grand Final 2017 en Australia.
El tercer sencillo del álbum, «Rut», fue lanzada en las radios británicas el 9 de diciembre de 2017. El 9 de enero de 2018, un video musical de la canción fue estrenado, el cual fue dirigido por Danny Drysdale.

### Sencillos promocionales
El segundo sencillo promocional del álbum, «Wonderful Wonderful», que además da el título al álbum, fue estrenando a través del programa Zane Lowe's World Recor de la radio Beats 1 el 24 de agosto de 2017; casi un año después, el 23 de agosto de 2018, un video musical fue lanzado. Por su parte, «Some Kind of Love» fue lanzado el 15 de septiembre de 2017 como tercer sencillo promocional, el cual cuenta con influencias del músico Brian Eno.

### Gira
Para promocionar el álbum, la banda se embarcó en una gira mundial que comenzó el 6 de noviembre de 2017 en el Genting Arena de Birmingham, Inglaterra. Durante el transcurso de la gira, participaron en diversos festivales musicales, siendo los más destacados las versiones de Lollapalooza Argentina, Chile y Brasil en Sudamérica, y los festivales TRNSMT y Glastonbury en Gran Bretaña, encabezando este último después de 12 años, en donde la banda invitó al escenario a artistas como Johnny Marr y Pet Shop Boys en un concierto realizado el 29 de junio de 2019, consolidando el cierre de la gira.
El 28 de agosto de 2017 la banda anunció a través de su sitio web y redes sociales que el guitarrista Dave Keuning y el bajista Mark Stoermer no participarían de la gira promocional del álbum. En su lugar asumieron Ted Sablay como guitarrista y Jake Blanton como bajista; ambos previamente habían trabajado con la banda como músicos de apoyo en giras anteriores. Además, se integraron más miembros como músicos de apoyo para la gira: Robbie Connolly y Taylor Milne, ambos se encargarían tanto de guitarras como de teclados, además de Erica Canales, Danielle Withers y Amanda Brown como coristas.

## Recepción de la crítica
Wonderful Wonderful ha recibido, en términos generales, críticas positivas. En Metacritic, cuya máxima puntuación es 100 para este tipo de publicaciones, recibió un puntaje promedio de 71 basado en 25 críticas.
Stephen Thomas Erlewine de AllMusic escribió: «a estas alturas, las obsesiones y marcas de Flowers son tan idiosincrásicas; claramente él es el autor detrás de Wonderful Wonderful, tal y como fue con The Desired Effect, y el álbum encanta porque es ridículamente sincero y su sinceridad es ridícula, dos cualidades que lo hacen a él y a su arte desordenado y genuino». Por su parte, Barry Nicolson de NME le entregó cuatro estrellas de cinco y señaló que «como compositor, Flowers nunca ha sido particularmente cauteloso consigo mismo: es neurótico, impulsivo, sentimental y a veces cursi, pero se expone mejor que nunca en Wonderful Wonderful y el resultado es el mejor álbum de la banda desde Sam's Town en 2006». A su vez, The Guardian calificó el álbum con cuatro estrellas de cinco y afirmó que Wonderful Wonderful tiene «las mejores canciones de la banda desde hace un década (...) Esto es sin dudas música de calidad, todo es mejor, es más íntima y más conmovedora». Rolling Stone le dio al álbum 3,5 estrellas de 5, misma puntuación que le dio a Hot Fuss (2004) y a Day & Age (2008).
En una reseña entusiasta, la revista Beat señaló que «en vez de lanzar un álbum por el simple hecho de lanzar música nueva, Wonderful Wonderful rebosa intención. No hay canciones de relleno, melodías aburridas o letras flojas. Cada detalle del álbum se ha tenido en consideración». Sin embargo, para Pranav Trewn del sitio web Stereogum, el álbum «tiene la mayor marca de falta de propósito». Will Hodgkinson de The Times tampoco fue receptivo con el álbum, afirmando que «Wonderful Wonderful tiene un estampido sónico y un pulido de producción igualados únicamente por Bono y sus asistentes al estadio pro salvemos al mundo, y esa característica refleja la debilidad de U2 por permitir que la grandiosidad sofoque la intimidad de la expresión». Sin embargo, cuando el crítico de Pitchfork, Jason Green, calificó a Wonderful Wonderfull, le otorgó la calificación más alta que cualquier otro álbum de estudio de The Killers que habían hecho hasta la fecha de la publicación y concluyó que «con The Killers la grandeza y la ridiculez van de la mano».

### Reconocimientos
| Medio               | Reconocimiento                           | Lugar | Ref.   |
| ------------------- | ---------------------------------------- | ----- | ------ |
| American Songwriter | Los 25 mejores álbumes de 2017           | 20    | [ 51 ] |
| Dork                | Los 50 álbumes favoritos de 2017 de Dork | 46    | [ 52 ] |
| Radio X             | Los 30 mejores nuevos álbumes de 2017    | N/A   | [ 53 ] |

Entertainment Weekly nombró a la canción «Have All the Songs Been Written?» como la vigesimoctava mejor canción de 2017.

## Desempeño comercial
Wonderful Wonderful debutó como Nro. 1 en la lista estadounidense Billboard 200, transformándose en el primer Nro. 1 de The Killers en esta lista, vendiendo 118 000 copias en su primera semana. En el Reino Unido vendió 52 000 copias en su primera semana, convirtiendo a The Killers en el primer artista internacional de ese país cuyos cinco primeros álbumes de estudio llegan al Nro. 1; de hecho, la cifra de ventas durante su primera semana en el Reino Unido superó las ventas combinadas de los otros cuatro álbumes más vendidos en 2017. Wonderful Wonderful también debutó en primer lugar en las listas de ventas de álbumes australianas. En Canadá, fue uno de los álbumes más vendidos durante su primera semana, aunque el factor de streaming evitó que el álbum llegara al primer lugar.

## Lista de canciones
Todas las canciones producidas por Jacknife Lee, excepto donde se indica.
| N.º   | Título                             | Escritor(es) | Productor(es)   | Duración |  |
| 1.    | «Wonderful Wonderful»              | Brandon Flowers, Mark Stoermer, Ronnie Vannucci Jr., Lee |                 | 5:09     |  |
| 2.    | «The Man»                          | Flowers, Stoermer, Vannucci, Lee, Robert Bell, Ronald Bell, Don Boyce, George Brown, Robert Mickens, Otha Nash, Claydes Smith, Dennis Thomas, Richard Westfield | Lee, Erol Alkan | 4:10     |  |
| 3.    | «Rut»                              | Flowers, Dave Keuning, Stoermer, Vannucci, Lee |                 | 4:24     |  |
| 4.    | «Life to Come»                     | Flowers, Stoermer, Vannucci, Alex Cameron, Lee, Ryan Tedder |                 | 4:31     |  |
| 5.    | «Run for Cover»                    | Flowers, Stoermer, Vannucci, Cameron, Lee, Bob Marley, Stuart Price                                                                                             |                 | 3:42     |  |
| 6.    | «Tyson vs Douglas»                 | Flowers, Stoermer, Vannucci, Cameron |                 | 4:33     |  |
| 7.    | «Some Kind of Love»                | Flowers, Brian Eno, Lee |                 | 4:38     |  |
| 8.    | «Out of My Mind»                   | Flowers, Stoermer, Vannucci, Cameron, Price | Lee, Price      | 3:43     |  |
| 9.    | «The Calling»                      | Flowers, Stoermer, Vannucci, Cameron |                 | 4:01     |  |
| 10.   | «Have All the Songs Been Written?» | Flowers, Stoermer, Lee |                 | 4:09     |  |
| 43:00 |                                    | |                 |          |  |

| Bonus track edición deluxe |                                   | |                             |          |  |
| N.º                        | Título                            | Escritor(es) | Productor(es)               | Duración |  |
| 11.                        | «Money on Straight»               | Flowers, Keuning                                                                                                  | The Killers                 | 3:34     |  |
| 12.                        | «The Man» (Jacques Lu Cont Remix) | Flowers, Stoermer, Vannucci, Lee, Robert Bell, Ronald Bell, Boyce, Brown, Mickens, Nash, Smith, Thomas, Westfield | Lee, Alkan, Jacques Lu Cont | 4:15     |  |
| 13.                        | «The Man» (Duke Dumont Remix)     | Flowers, Stoermer, Vannucci, Lee, Robert Bell, Ronald Bell, Boyce, Brown, Mickens, Nash, Smith, Thomas, Westfield | Lee, Alkan, Duke Dumont     | 3:51     |  |
| 54:40                      |                                   | |                             |          |  |

| Bonus track edición exclusiva Target |                         | |                   |          |  |
| N.º                                  | Título                  | Escritor(es) | Productor(es)     | Duración |  |
| 11.                                  | «The Man» (CRNKN Remix) | Flowers, Stoermer, Vannucci, Lee, Robert Bell, Ronald Bell, Boyce, Brown, Mickens, Nash, Smith, Thomas, Westfield | Lee, Alkan, CRNKN |          |  |

Bases utilizadas
- «The Man» contiene elementos de la canción «Spirit of the Boogie» (1975), interpretada por Kool & the Gang.
- «Run for Cover» contiene una interpolación de la canción «Redemption Song» (1980), interpretada por Bob Marley.
- «Tyson vs Douglas» contiene un extracto de la lucha de boxeo entre Mike Tyson y James Douglas emitida por HBO y comentada por Jim Lampley, Sugar Ray Leonard y Larry Merchant.

## Personal
Créditos obtenidos de las notas de la edición deluxe de Wonderful Wonderful.

### The Killers
- Brandon Flowers — voz principal, teclado (todas las canciones)
- Dave Keuning — guitarra (canciones 2–4, 6, 10, 12, 13)
- Mark Stoermer — bajo (todas las canciones), guitarra (canciones 1, 4, 6, 8–13)
- Ronnie Vannucci — batería (todas las canciones)

### Músicos adicionales
| - Jacknife Lee – guitarra, teclado, programación (canciones 1–10, 12, 13) - Erol Alkan – loop batería, percusión, sintetizador (canciones 2, 12, 13) - Becca Marie – coros (canciones 2, 3, 8, 9, 12, 13) - Las Vegas Mass Choir – coros (canciones 2, 3, 8, 9, 12, 13) - Nina Fechner – coros (canciones 2, 3, 8, 9, 12, 13) - Justin Diaz – coros (canciones 2, 3, 8, 9, 12, 13) | - Dan Grech-Marguerat – programación (canciones 2, 12, 13) - Roger Joseph Manning Jr. – teclados (canción 7) - Stuart Price – teclados, programación (canción 8) - Woody Harrelson – narrador (canción 9) - Mark Knopfler – guitarra (canción 10) - Davide Rossi – arreglos de cuerdas, cuerdas (canción 10) |

### Técnicos
| - Jacknife Lee – producción, sonido, programación (canciones 1–10, 12, 13); mezcla (canciones 7, 10) - Matt Bishop – sonido (canciones 1–10, 12, 13) - Robert Root – sonido (todas las canciones); mezcla (canción 11) - Malcolm Harrison – asistente de sonido (canciones 1–10, 12, 13) - Rich Costey – mezcla (canciones 1, 8) - Martin Cooke – asistente de sonido (canciones 1, 8) - Nicolas Fournier – asistente de sonido (canciones 1, 8) - Erol Alkan – productor adicional (canciones 2, 12, 13) - Jimmy Robertson – asistente de sonido (canciones 2, 12, 3) - Dan Grech-Marguerat – mezcla (canciones 2, 12, 13) - Joel Davies – asistente de mezcla (canciones 2, 12, 3) | - Charles Haydon Hicks – asistente de mezcla (canción 2, 12, 13) - Alan Moulder – mezcla (canciones 3, 4, 6, 9) - Caesar Edmunds – mezcla (canciones 3, 4, 6, 9) - Ariel Rechtshaid – mezcla (canción 5) - Shawn Everett – mezcla (canción 5) - Stuart Price – productor adicional (canción 8); mezcla (canción 12) - Matt Breunig – sonido (canción 9) - The Killers – productores (canción 11) - Duke Dumont – mezcla (canción 13) - John Davis – masterización (todas las canciones) - Dave Kutch – masterización (canción 2) |

### Ilustraciones
- Joe Spix – dirección de arte, diseño
- Brandon Flowers – dirección de arte, diseño
- Anton Corbijn – fotografía
- Paul Lane – diseño ensamblaje

## Posicionamiento en listas
| Lista (2017)                            | Posiciones |
| --------------------------------------- | ---------- |
| Australia (ARIA)                        | 1          |
| Austria (Ö3 Austria)                    | 10         |
| Bélgica (Ultratop flamenca)             | 7          |
| Bélgica (Ultratop valona)               | 14         |
| Canadá (Billboard Canadian Albums)      | 4          |
| República Checa (ČNS IFPI)              | 50         |
| Países Bajos (Album Top 100)            | 12         |
| Finlandia (Suomen Virallinen Lista)     | 16         |
| Francia (SNEP)                          | 60         |
| Alemania (Media Control Charts)         | 8          |
| Irlanda (IRMA)                          | 2          |
| Italia (FIMI)                           | 26         |
| Japanese Albums (Oricon)                | 127        |
| Mexican Albums Chart (AMPROFON)         | 6          |
| Nueva Zelanda (Recorded Music NZ)       | 3          |
| Noruega (VG-lista)                      | 16         |
| Polonia (ZPAV)                          | 40         |
| Portugal (AFP)                          | 37         |
| Escocia (Scottish Albums Chart)         | 1          |
| Spanish Albums (PROMUSICAE)             | 6          |
| Suecia (Sverigetopplistan)              | 28         |
| Suiza (Schweizer Hitparade)             | 8          |
| Reino Unido (UK Albums Chart)           | 1          |
| Estados Unidos (Billboard 200)          | 1          |
| Estados Unidos (Top Alternative Albums) | 1          |
| Estados Unidos (Top Rock Albums)        | 1          |